# Всё для всех
«Всё для всех» — советский короткометражный рисованный мультфильм.
Второй из трёх сюжетов мультипликационного альманаха Весёлая карусель № 15.

## О мультфильме
Мультфильм основан на стихотворении польского поэта Юлиана Тувима «Всё для всех» в переводе Елены Благининой. Он вошёл в пятнадцатый выпуск мультипликационного альманаха «Весёлая карусель». Текст стихотворения читает Сергей Юрский.
Мультфильм повествует о важности всех профессий: «Каменщик строит жилища, платье — работа портного, но ведь портному работать негде без теплого крова! Каменщик был бы раздетым, если б умелые руки вовремя не смастерили фартук, и куртку, и брюки.»
Мультфильм вышел на экраны в 1983 году. Годом позже в серии «Фильм — сказка», издаваемой Союзом кинематографистов СССР, была выпущена книга «Всё для всех», основанная на сценарии Евгения Аграновича.

## Съёмочная группа
| автор сценария                         | Евгений Агранович                                                   |
| кинорежиссёры и художники-постановщики | Владимир Морозов, Людмила Кошкина                                   |
| композитор                             | Николай Соколов                                                     |
| оператор                               | Светлана Кощеева                                                    |
| художники-мультипликаторы              | Эльвира Маслова, Юрий Кузюрин, Татьяна Померанцева, Дмитрий Куликов |
| текст читает                           | Сергей Юрский                                                       |